# 多米尼克·欧班尼
多米尼克·欧班尼（1903年3月29日—1986年10月21日）是卢森堡共产主义政治人物。

## 生平
1920年参加了青年组织“社会主义青年”的创建。1928年底被选入卢森堡共产党的领导层。自1933年以来，一直在党主席贝尔纳德·泽农的领导下担任总书记职务。1935年8月赴莫斯科，代表卢森堡出席共产国际第七次代表大会。
1945年底，卢森堡形成联合政府内阁，共产党也参与其中，首相是天主教社会党的皮埃尔·杜蓬。其中，夏尔·马克思担任卫生大臣。1946年6月13日，夏尔·马克思和夫人在交通事故中不幸丧生。6月22日，欧班尼接替了该职位。
1956年至1976年担任党主席。
应中国共产党邀请，他率领卢森堡代表团于1959年9月27日乘火车抵达北京，参加中华人民共和国建国十周年庆祝典礼。到车站欢迎的有中共中央政治局委员、书记处书记李富春，中央委员伍修权等。
1978年3月17日获捷克斯洛伐克社会主义共和国颁发的“友谊勋章”，是该勋章设立以来的第3位得主。

### 引用
1. ↑  石立坚（1982年），第8页
2. ↑  石立坚（1982年），第15页
3. 1 2  石立坚（1982年），第29页
4. ↑  石立坚（1982年），第58页
5. ↑  石立坚（1982年），第60页
6. ↑  . 1976: 26  [2019-06-21]. （原始内容存档于2014-06-28）.
7. ↑  . 人民日报 (第01版专栏). 1959年9月28日.
8. ↑   (PDF).   [2019-06-21]. （原始内容 (PDF)存档于2019-06-03） （捷克语）.